# 第七代拉特蘭公爵約翰·曼納斯
約翰·曼納斯（英語：John Manners，1818年12月13日—1906年8月4日），第七代拉特蘭公爵，1886年至1892年擔任蘭開斯特公國事務大臣。

## 家庭
1851年，曼納斯和凱瑟琳·馬里（Catherine Marley）結婚，兩人的獨子亨利·曼納斯於隔年出生。
1862年，曼納斯和賈內塔·胡格漢（Janetta Hughan）結婚，兩人共有3子3女：
1. 愛德華（英语：Lord Edward Manners）（1864年—1903年）
2. 凱瑟琳（1866年—1900年）
3. 塞西爾（英语：Lord Cecil Manners）（1868年—1945年）
4. 羅伯特（1870年—1917年）
5. 維多利亞（1876年—1933年）
6. 伊莉莎白（1878年—1924年）